# 마이크 앤 몰리
《마이크 앤 몰리》(영어: Mike & Molly)는 2010년부터 2016년까지 CBS에서 방영된 미국의 시트콤이다.
멀리사 매카시는 이 시트콤을 통해 2011년 제63회 프라임타임 에미상 코미디 시리즈 부문 여우주연상을 수상하였다.

## 개요
시카고 경찰국 소속 마이크와 초등학교 4학년 교사 몰리 플린은 과식을 하는 식사장애자들의 익명 상호 협조 모임에서 만나 사랑에 빠진다. 시리즈 초반 마이크는 침실 하나 짜리 아파트에 거주하면서 늘 불평을 늘어놓는 이혼한 어머니 페기를 종종 방문하고, 몰리와 여동생 빅토리아는 남편과 사별한 어머니 조이스의 집에서 지낸다. 후에 조이스는 빈스와 교제 끝에 재혼하고, 마이크와 파트너 칼은 에이브스 다이너에서 자주 아침 식사를 해결하며 세네갈인 종업원 새뮤얼과 친해진다. 마이크와 몰리는 시리즈가 진행됨에 따라 연애, 약혼, 결혼의 단계를 거치며 친척, 친구들과 다양한 사건을 겪고, 몰리는 새로운 직업을 갖게 된다.

## 출연
- 빌리 가델 - 마이클 "마이크" 비그스 순경 역
- 멀리사 매카시 - 몰리 플린 역
- 리노 윌슨 - 칼턴 "칼" 맥밀런 순경 역
- 케이티 믹슨 - 빅토리아 플린 역
- 스우시 커츠 - 조이스 플린머란토 역
- 니앰비 니앰비 - 바바툰데 "새뮤얼" 역
- 루이스 머스틸로 - 빈센트 "빈스" 머란토 역
- 론디 리드 - 마거릿 "페기" 비그스 역
- 클리오 킹 - 로제타 맥밀런 역
- 데이비드 앤서니 히긴스 - 해리 역
- 홀리 로빈슨 피트 - 크리스티나 역
- 레지널드 벨존슨 - 브러더 헤이우드 역
- 프랜시스 가이넌 - 잭 비그스 역
- 제럴드 맥레이니 - 패트릭 머피 서장 역
- 수전 서랜던 - J.C. 스몰 역
- 캐시 베이츠 - 케이 역

## 시즌
| 시즌 | 회수 | 방송 날짜       | 방송 날짜       |
| 시즌 | 회수 | 시즌 시작       | 시즌 종료       |
| --- | ---- | --------------- | --------------- |
| 1 | 24   | 2010년 9월 20일 | 2011년 5월 16일 |
| 경찰 마이크는 과식자들의 익명 상호 협조 모임에서 교사 몰리를 만나고, 몰리는 그를 4학년 교실 수업에 초청한다. 후에 도둑이 든 몰리네 집에 출동하게 된 마이크는 몰리에게 데이트 신청을 한다. 본인 몸을 부끄러워하는 마이크는 몰리와 진도를 내는 걸 두려워하다가 후에 이를 몰리에게 털어놓는다. 마이크는 몰리에게 청혼해 승낙을 받아낸다. |      |                 |                 |
| 2 | 23   | 2011년 9월 26일 | 2012년 5월 14일 |
| 마이크와 몰리는 약혼 후 결혼 준비에 들어간다. 몰리는 부교장 자리를 노리지만 교장과 잠자리를 가져온 리베카가 대신 차지해버린다. 몰리는 웨딩드레스를 입으려면 6 파운드를 감량해야한다는 사실을 알게 된다. 마이크와 몰리는 결혼식을 올린다.                                                                                              |      |                 |                 |
| 3 | 23   | 2012년 9월 24일 | 2013년 5월 30일 |
| 마이크와 몰리는 자녀 계획을 세운다. 몰리는 생식력을 증진해주는 식단을 시도하고, 여기에 동참하게 된 마이크는 괴로워한다. 산부인과에서 몰리의 난자 생성에는 문제가 없는 것으로 나오자 마이크는 불임 치료 병원을 찾는다. |      |                 |                 |
| 4 | 22   | 2013년 11월 4일 | 2014년 5월 19일 |
| 몰리는 교사직을 그만 두고 범죄 소설을 쓰기로 한다. 몰리가 동경하는 작가 J.C. 스몰은 몰리를 조수로 고용하고 소설 완결을 도와준다. 이어 몰리는 아이오와 대학교 작가 워크숍에 뽑혀 들어가게 된다. 마이크는 몰리가 유명한 작가가 되어 자신을 떠나면 어쩌나 걱정한다.                                                                      |      |                 |                 |
| 5 | 22   | 2014년 12월 8일 | 2015년 5월 18일 |
| 한 출판사가 몰리의 단편 소설을 마음에 들어해 선금과 함께 첫 책을 내기로 한다. 그러나 몰리는 작가의 폐색에 부딪힌다. 마이크는 몰리가 상의 없이 피임약을 복용하기 시작했다는 걸 알게 된다. 드디어 몰리의 책이 나오고, 마이크는 심리 치료를 받으며 만성 과체중 상태가 자신을 얼마나 괴롭혀왔는지 직면한다.                               |      |                 |                 |
| 6 | 13   | 2016년 1월 6일  | 2016년 5월 16일 |
| 사이가 틀어진 마이크와 칼은 파트너를 교체하지만 새로운 파트너들 때문에 골치를 앓는다. 몰리는 걷기 운동을 시작하고 마이크에게도 핏비트를 선물하지만 거의 걷지 않은 마이크는 기록을 속이려다가 한바탕 소동을 겪는다. 몰리는 노숙인이 되었으며 임신을 한 옛 4학년 제자와 재회하고, 마이크와 몰리는 제자의 아기를 입양한다.               |      |                 |                 |